# 丹堤·比薛特
艾爾方塞·丹堤·老比薛特（英語：Alphonse Dante Bichette Sr.，1963年11月18日—），為前美國職棒大聯盟的外野手，生涯效力過天使、釀酒人、洛磯、紅人與紅襪等隊。
比薛特生涯共入選4次明星賽，而他也是洛磯隊史第一屆的成員。1995年，他拿下銀棒獎，同時在MVP票選上拿下第二名。1996年，比薛特以31轟與31盜成為30-30俱樂部的成員之一。1993年至1998年間，比薛特平均的單季打擊率都能突破3成。

## 職業生涯
比薛特在1988年登上大聯盟，但當時他仍是個表現不穩定的打者，因此球隊在1991年將他交易到釀酒人。1993年，國聯新成立洛磯與馬林魚兩支新球隊，而比薛特加入洛磯，成為隊史第一代的打者。1993年4月7日，他敲出洛磯隊史首轟。當時球隊陣中還有賴瑞·沃克、安德列斯·賈拉拉加和Vinny Castilla等強打者，因此他們還有「黑街轟炸機」的外號。
他在洛磯的第一年就繳出3成10的打擊率與21轟，寫下當時個人最佳成績。1995年，比薛特迎來生涯年。這年他的打擊率為3成40，並敲出40轟與128分打點，差點就拿下打擊三冠王。最後他在MVP票選上以些微之差輸給貝瑞·拉金。1996年，他和隊友艾利斯·伯克斯都達成單季30轟與30盜，成為大聯盟第二對單季同時進入30-30俱樂部的隊友。
1999年，球隊在這年選擇在墨西哥進行開幕戰。這也是大聯盟首次在美國與加拿大以外的地方進行開幕戰，而比薛特單場擊出4支安打，打回4分打點，幫助球隊8比2贏球。球季結束後，比薛特開始出現打擊衰退的跡象。因此球隊將他交易到紅人，不過他的守備也退化相當快，所以季中他再被交易到紅襪。2002年3月22日，他在道奇隊出賽一場比賽後退休。
2004年8月，比薛特在獨立聯盟復出。該月他的打擊率高達3成61，並敲出13轟，強勢奪下聯盟單月最佳球員。
2012年11月13日，洛磯隊雇用他擔任打擊教練。而他在2013年9月宣布球季結束後將離開洛磯隊。2020年7月24日，比薛特加入藍鳥隊體系，成為教練團一員。2021年2月4日，比薛特成為藍鳥隊的特助。不過因為他的二兒子波·比薛特是藍鳥陣中一員，礙於疫情關係，球團規定球員不得與教練團成員接觸。因此比薛特選擇辭職，成為兒子的私人指導員。

## 生涯打擊成績
| 出賽次數 | 打席 | 打數 | 得分 | 安打 | 二安 | 三安 | 全壘打 | 打點 | 盜壘 | 保送 | 三振 | 打擊率 | 上壘率 | 長打率 | OPS  |
| -------- | ---- | ---- | ---- | ---- | ---- | ---- | ------ | ---- | ---- | ---- | ---- | ------ | ------ | ------ | ---- |
| 1704     | 6856 | 6381 | 934  | 1906 | 401  | 27   | 274    | 1141 | 152  | 355  | 1078 | .299   | .336   | .499   | .835 |

## 個人生活
2005年8月，比薛特的長子小丹堤參與了該屆的世界少棒大賽。而他在2001年的大聯盟選秀於第51順位被洋基隊選走。比薛特的次子波·比薛特則是在2016年的大聯盟選秀被藍鳥隊選走，並在2019年登上大聯盟。兄弟倆都曾代表巴西國家隊出戰2017年世界棒球經典賽的資格賽，因為他們的母親是巴西人。

## 外部連結
- 球員資訊和成績在MLB ，ESPN ，Retrosheet ，Baseball Reference ，Baseball Reference (Minors) ，Fangraphs ，The Baseball Cube （英文）

| 奖项与成就                                   | 奖项与成就                                     | 奖项与成就                             |
| -------------------------------------------- | ---------------------------------------------- | -------------------------------------- |
| 前任： Jeff Conine 麥克·皮耶薩 傑夫·巴格威爾 | 國聯單月最佳球員 1995年7月 1995年9月 1996年6月 | 繼任： 麥克·皮耶薩 貝瑞·邦茲 薩米·索薩 |
| 前任： Mike Blowers                          | 完全打擊 1998年6月10日                         | 繼任： Neifi Pérez                     |